# Сосьниця (Великопольське воєводство)
Сосьниця (пол. Sośnica) — село в Польщі, у гміні Добжиця Плешевського повіту Великопольського воєводства.
Населення — 522 особи (2011).
У 1975-1998 роках село належало до Каліського воєводства.

## Демографія
Демографічна структура станом на 31 березня 2011 року:
|          | Загалом | Допрацездатний вік | Працездатний вік | Постпрацездатний вік |
| -------- | ------- | ------------------ | ---------------- | -------------------- |
| Чоловіки | 263     | 45                 | 198              | 20                   |
| Жінки    | 259     | 52                 | 153              | 54                   |
| Разом    | 522     | 97                 | 351              | 74                   |